# Pinguiochrysidales
Die Pinguiochrysidales sind ein Taxon von Einzellern aus der Gruppe der Stramenopilen.

## Merkmale
Die Vertreter sind Flagellaten oder coccoide Einzeller. Die Zellen sind nackt oder sitzen in einer mineralisierten Lorica. Die Plastiden besitzen Gürtellamellen. Das Endoplasmatische Reticulum des Plastiden besitzt eine Membran-Verbindung mit der äußeren Zellkern-Membran. Die DNA des Plastiden besitzt einen Körner-Typ-Genophor. Augenflecken fehlen.
Zu den Plastiden-Pigmenten zählen die Chlorophylle a und c1,2, Fucoxanthin und Violaxanthin.
Schwärmerzellen besitzen ein oder zwei Geißeln. Dreiteilige tubuläre Haare können an unreifen Geißeln vorkommen.
Die Zellen besitzen drei bis vier mikrotubuläre Kinetosomen-Wurzeln und eine große, gestreifte Kinetosomen-Wurzel (Rhizoplast).

## Systematik
Die Pinguiochrysidales sind eine der Gruppen der Stramenopile. Zu ihnen werden unter anderen folgende Gattungen gezählt:
- Glossomastix
- Phaeomonas
- Pinguiochrysis
- Pinguiococcus
- Polypodochrysis